# Saison 1948-1949 de la LIH
Saison précédente Saison suivante
La saison 1948-1949 est la quatrième saison de la ligue internationale de hockey.
Les Hettche Spitfires de Windsor remportent la Coupe Turner en battant les Mercurys de Toledo en série éliminatoire.

## Saison régulière
Quatre équipes s'ajoutent à la ligue en début de saison : les Americans d'Akron, les Blades de Louisville, les Clarks de Milwaukee et les Flyers de Muncie. Deux divisions sont alors mises en place.
De leur côté, les Metal Mouldings de Détroit deviennent les Jerry Lynch de Détroit et les Staffords de Windsor prennent le nom des Ryan Cretes de Windsor. 
Les Mercurys de Toledo ont pour leur part joué dans les deux divisions, bien que l'équipe fut championne de la ligue en saison régulière et premier dans la division Nord, c'est sous leur résultat de la division Sud que les Mercurys participent aux séries éliminatoires.

### Classement de la saison régulière

#### Division Nord
| Clt   | Équipe                        | PJ | V  | D  | N | BP  | BC  | Pts |
| ----- | ----------------------------- | -- | -- | -- | - | --- | --- | --- |
| +001, | Mercurys de Toledo Nord       | 35 | 20 | 7  | 8 | 185 | 140 | 48  |
| +002, | Jerry Lynch de Détroit        | 31 | 16 | 6  | 9 | 163 | 125 | 44  |
| +003, | Auto Club de Détroit          | 31 | 17 | 11 | 3 | 146 | 130 | 39  |
| +004, | Hettche Spitfires de Windsor  | 31 | 15 | 11 | 5 | 152 | 144 | 39  |
| +005, | Bright's Goodyears de Détroit | 31 | 8  | 16 | 7 | 135 | 154 | 28  |
| +006, | Ryan Cretes de Windsor        | 31 | 0  | 25 | 6 | 89  | 177 | 6   |

- Champion de la saison régulière
- Qualifié pour les séries éliminatoires

#### Division Sud
| Clt   | Équipe                 | PJ | V  | D  | N | BP  | BC  | Pts |
| ----- | ---------------------- | -- | -- | -- | - | --- | --- | --- |
| +001, | Blades de Louisville   | 32 | 21 | 5  | 6 | 192 | 127 | 48  |
| +002, | Mercurys de Toledo Sud | 32 | 21 | 7  | 4 | 173 | 93  | 46  |
| +003, | Clarks de Milwaukee    | 32 | 16 | 15 | 1 | 148 | 139 | 33  |
| +004, | Flyers de Muncie       | 32 | 9  | 19 | 4 | 103 | 168 | 22  |
| +005, | Americans d'Akron      | 32 | 4  | 25 | 3 | 111 | 200 | 11  |

- Champion de la division Sud
- Qualifié pour les séries éliminatoires

### Meilleurs pointeurs
| Joueur                 | Équipe                           | PJ | B  | A  | Pts | Pun |
| ---------------------- | -------------------------------- | -- | -- | -- | --- | --- |
| Leo Richard            | Mercurys de Toledo (Nord et Sud) | 66 | 47 | 61 | 108 | 78  |
| George Harrison        | Mercurys de Toledo (Nord et Sud) | 66 | 46 | 39 | 85  | 25  |
| Jack Timmins           | Mercurys de Toledo (Nord et Sud) | 65 | 37 | 39 | 76  | 72  |
| Orville Smith          | Mercurys de Toledo (Nord et Sud) | 59 | 36 | 38 | 74  | 10  |
| Jack Kernahan          | Mercurys de Toledo (Nord et Sud) | 60 | 35 | 33 | 68  | 15  |
| Barney O'Connell       | Mercurys de Toledo (Nord et Sud) | 60 | 20 | 42 | 62  | 67  |
| John McGrath           | Mercurys de Toledo (Nord et Sud) | 62 | 30 | 27 | 57  | 25  |
| Jim Cunningham         | Blades de Louisville             | 32 | 31 | 23 | 54  | 36  |
| Odie Hallowell         | Mercurys de Toledo (Nord et Sud) | 56 | 28 | 24 | 52  | 24  |
| Harold « Pop » Johnson | Mercurys de Toledo (Nord et Sud) | 62 | 26 | 25 | 51  | 36  |

## Séries éliminatoires
Les séries éliminatoires se déroulent du 28 février au 2 avril et se composent de trois tours où les quatre premières équipes de chaque division s'affrontent. Au cours des quarts de finale, le premier de sa division affronte l'équipe s'étant classée quatrième et l'équipe ayant terminée deuxième affronte celle terminant troisième. Les deux vainqueurs de chaque division s'affrontent par la suite et l'équipe gagnante participe à la finale pour l'obtention de la Coupe Turner. À noter que les Mercurys de Toledo prennent part aux séries sous leur classement de la division Sud.
|  | Quarts de finale              | Quarts de finale       |                              |       | Demi-finales | Demi-finales |  |  | Finale | Finale |
|  | Quarts de finale              | Quarts de finale       |                              |       | Demi-finales | Demi-finales |  |  | Finale | Finale |
|  |                               |                        |                              |       |              |              |  |  |        |        |
|  |                               |                        |                              |       |              |              |  |  |        |        |
|  |                               |                        |                              |       |              |              |  |  |        |        |
|  | Hettche Spitfires de Windsor  | 2                      |                              |       |              |              |  |  |        |        |
|  | Hettche Spitfires de Windsor  | 2                      |                              |       |              |              |  |  |        |        |
|  | Jerry Lynch de Détroit        | 0                      |                              |       |              |              |  |  |        |        |
|  | Jerry Lynch de Détroit        | 0                      | Hettche Spitfires de Windsor | 4     |              |              |  |  |        |        |
|  |                               |                        | Hettche Spitfires de Windsor | 4     |              |              |  |  |        |        |
|  |                               | Auto Club de Détroit   | 0                            |       |              |              |  |  |        |        |
|  | Auto Club de Détroit          | Auto Club de Détroit   | 0                            | 2     |              |              |  |  |        |        |
|  | Auto Club de Détroit          |                        |                              | 2     |              |              |  |  |        |        |
|  | Bright's Goodyears de Détroit | 0                      |                              |       |              |              |  |  |        |        |
|  | Bright's Goodyears de Détroit | 0                      | Hettche Spitfires de Windsor | 4     |              |              |  |  |        |        |
|  |                               |                        | Hettche Spitfires de Windsor | 4     |              |              |  |  |        |        |
|  |                               | Mercurys de Toledo Sud | 3                            |       |              |              |  |  |        |        |
|  | Blades de Louisville          | Mercurys de Toledo Sud | 3                            | 2     |              |              |  |  |        |        |
|  | Blades de Louisville          |                        |                              | 2     |              |              |  |  |        |        |
|  | Clarks de Milwaukee           | 4                      |                              |       |              |              |  |  |        |        |
|  | Clarks de Milwaukee           | 4                      | Clarks de Milwaukee          | 1 (7) |              |              |  |  |        |        |
|  |                               |                        | Clarks de Milwaukee          | 1 (7) |              |              |  |  |        |        |
|  |                               | Mercurys de Toledo Sud | 1 (9)                        |       |              |              |  |  |        |        |
|  | Mercurys de Toledo Sud        | Mercurys de Toledo Sud | 1 (9)                        | 3     |              |              |  |  |        |        |
|  | Mercurys de Toledo Sud        |                        |                              | 3     |              |              |  |  |        |        |
|  | Flyers de Muncie              | 0                      |                              |       |              |              |  |  |        |        |
|  | Flyers de Muncie              | 0                      |                              |       |              |              |  |  |        |        |

### Quarts de finale
Les deux premiers quarts de finale opposent les équipes de la division Nord, les Mercurys de Toledo s'alignant dans la division Sud pour les séries, c'est les Bright's Goodyears de Détroit qui sont nommés quatrième participant. Pour remporter les quarts de finale de la division Nord, les équipes doivent obtenir deux victoires.
| Date   | Équipe à domicile      | Score   | Équipe visiteuse             |
| ------ | ---------------------- | ------- | ---------------------------- |
| 6 mars | Jerry Lynch de Détroit | 1-5     | Hettche Spitfires de Windsor |
| 8 mars | Jerry Lynch de Détroit | 5-6 (P) | Hettche Spitfires de Windsor |

Les Hettche Spitfires de Windsor remportent la série 2 victoires à 0.
| Date   | Équipe à domicile    | Score   | Équipe visiteuse              |
| ------ | -------------------- | ------- | ----------------------------- |
| 6 mars | Auto Club de Détroit | 4-1     | Bright's Goodyears de Détroit |
| 8 mars | Auto Club de Détroit | 4-3 (P) | Bright's Goodyears de Détroit |

L'Auto Club de Détroit remportent la série 2 victoires à 0.
Le premier quart de finale de la division Sud met aux prises les Blades de Louisville, équipe ayant terminé au premier rang de sa division et les Clarks de Milwaukee ayant terminé la saison régulière au quatrième rang. Pour remporter la série, les équipes doivent obtenir quatre victoires. 
| Date       | Équipe à domicile    | Score | Équipe visiteuse     |
| ---------- | -------------------- | ----- | -------------------- |
| 28 février | Blades de Louisville | 3-4   | Clarks de Milwaukee  |
| 2 mars     | Blades de Louisville | 7-5   | Clarks de Milwaukee  |
| 3 mars     | Clarks de Milwaukee  | 6-7   | Blades de Louisville |
| 5 mars     | Clarks de Milwaukee  | 6-2   | Blades de Louisville |
| 6 mars     | Blades de Louisville | 2-6   | Clarks de Milwaukee  |
| 8 mars     | Clarks de Milwaukee  | 5-2   | Blades de Louisville |

Les Clarks de Milwaukee remportent la série 4 victoires à 2.
Le deuxième quart de finale de la division Sud oppose les Mercurys de Toledo aux Flyers de Muncie. Pour remporter cette série, les équipes doivent obtenir trois victoires. À noter que seuls les joueurs ayant disputé un match avec les Mercurys dans la division Sud sont admis à prendre part au série, ceux n'ayant pris part qu'aux matchs avec la division Nord sont exclus (soit Milt Johnston et Marty Madore).
| Date    | Équipe à domicile  | Score | Équipe visiteuse   |
| ------- | ------------------ | ----- | ------------------ |
| 7 mars  | Mercurys de Toledo | 5-2   | Flyers de Muncie   |
| 10 mars | Flyers de Muncie   | 2-7   | Mercurys de Toledo |
| 13 mars | Flyers de Muncie   | 3-8   | Mercurys de Toledo |

Les Mercurys de Toledo remportent la série 3 victoires à 0.

### Demi-finales
La première demi-finale oppose les vainqueurs des quarts de finale de la division Nord, les Hettche Spitfires de Windsor et l'Auto Club de Détroit. Pour remporter cette série, les équipes doivent obtenir quatre victoires.
| Date    | Équipe à domicile            | Score | Équipe visiteuse             |
| ------- | ---------------------------- | ----- | ---------------------------- |
| 11 mars | Hettche Spitfires de Windsor | 6-3   | Auto Club de Détroit         |
| 14 mars | Auto Club de Détroit         | 3-4   | Hettche Spitfires de Windsor |
| 16 mars | Hettche Spitfires de Windsor | 6-3   | Auto Club de Détroit         |
| 18 mars | Hettche Spitfires de Windsor | 8-5   | Auto Club de Détroit         |

Les Hettche Spitfires de Windsor remportent la série 4 victoires à 0.
La deuxième demi-finale oppose les Mercurys de Toledo Sud aux Clarks de Milwaukee. Cette série disputée en deux rencontres dut être départagée par bris d'égalité.
| Date    | Équipe à domicile   | Score | Équipe visiteuse    |
| ------- | ------------------- | ----- | ------------------- |
| 15 mars | Mercurys de Toledo  | 3-4   | Clarks de Milwaukee |
| 18 mars | Clarks de Milwaukee | 3-6   | Mercurys de Toledo  |

Les Mercurys de Toledo Sud remportent la série 9 buts à 7.

### Finale
La finale oppose les Hettche Spitfires de Windsor, vainqueur du Nord et les Mercurys de Toledo, équipe Sud, vainqueur de la division Sud. Pour remporter cette série et ainsi la Coupe Turner, les équipes doivent obtenir quatre victoires.
| Date      | Équipe à domicile            | Score   | Équipe visiteuse             |
| --------- | ---------------------------- | ------- | ---------------------------- |
| 23 mars   | Mercurys de Toledo           | 4-5 (P) | Hettche Spitfires de Windsor |
| 25 mars   | Hettche Spitfires de Windsor | 8-4     | Mercurys de Toledo           |
| 26 mars   | Mercurys de Toledo           | 6-3     | Hettche Spitfires de Windsor |
| 28 mars   | Hettche Spitfires de Windsor | 4-5     | Mercurys de Toledo           |
| 30 mars   | Mercurys de Toledo           | 7-5     | Hettche Spitfires de Windsor |
| 1er avril | Hettche Spitfires de Windsor | 8-2     | Mercurys de Toledo           |
| 2 avril   | Mercurys de Toledo           | 3-4 (P) | Hettche Spitfires de Windsor |

Les Hettche Spitfires de Windsor remportent la série 4 victoires à 3.

### Effectifs de l'équipe championne
Voici l'effectif des Hettche Spitfires de Windsor, champion de la Coupe Turner 1949 :
- Entraineur :
- Joueurs : Glen Skov, Dave O'Meara, Ken Green, George Ford, George  « Flash » Ouellette, John Drury, Johnny Wilson, Stan Palmer, Ray Adam, Jim Maxwell, Larry Wilson, Bobby Rawlyk, Gerry Lavergne, Vic Howe et Hartley McLeod.

## Trophées remis
| Trophée               | Description                       | Vainqueur                    |
| --------------------- | --------------------------------- | ---------------------------- |
| Coupe Turner          | Champion des séries éliminatoires | Hettche Spitfires de Windsor |
| Trophée J.-P.-McGuire | Champion de la saison régulière   | Mercurys de Toledo Nord      |

| Trophée                     | Description       | Vainqueur                              |
| --------------------------- | ----------------- | -------------------------------------- |
| Trophée George-H.-Wilkinson | Meilleur pointeur | Leo Richard des Mercurys de Toledo     |
| Trophée James-Gatschene     | Joueur MVP        | Bob McFadden du Jerry Lynch de Détroit |

### Équipes d'étoiles
| Première équipe        | Première équipe               | Position | Deuxième équipe       | Deuxième équipe               |
| Joueur                 | Équipe                        | Position | Joueur                | Équipe                        |
| ---------------------- | ----------------------------- | -------- | --------------------- | ----------------------------- |
| Ivan Walmsley          | Auto Club de Détroit          | G        | Ken Johnson           | Jerry Lynch de Détroit        |
| Jim Ross               | Jerry Lynch de Détroit        | D        | Walt « Wally » Renaud | Bright's Goodyears de Détroit |
| Harold « Pop » Johnson | Mercurys de Toledo Nord       | D        | Jim Baudino           | Auto Club de Détroit          |
| Hartley McLeod         | Hettche Spitfires de Windsor  | AG       | Bill McDonagh         | Bright's Goodyears de Détroit |
| Earl Keyes             | Bright's Goodyears de Détroit | C        | Dick Kowcinak         | Auto Club de Détroit          |
| John « Jack » Taylor   | Auto Club de Détroit          | AD       | Jack Kernahan         | Mercurys de Toledo Nord       |

| Première équipe             | Première équipe        | Position | Deuxième équipe             | Deuxième équipe                        |
| Joueur                      | Équipe                 | Position | Joueur                      | Équipe                                 |
| --------------------------- | ---------------------- | -------- | --------------------------- | -------------------------------------- |
| Alex Nicholson              | Mercurys de Toledo Sud | G        | Phil Charron Bob Rothbethge | Blades de Louisville Americans d'Akron |
| Harold « Pop » Johnson      | Mercurys de Toledo Sud | D        | Fred Ferens                 | Flyers de Muncie                       |
| Keith Tolton                | Blades de Louisville   | D        | John McGrath                | Mercurys de Toledo Sud                 |
| Jim Cunningham              | Blades de Louisville   | AG       | Hervé Parent                | Blades de Louisville                   |
| George Harrison Leo Richard | Mercurys de Toledo Sud | C        | George Boothman             | Clarks de Milwaukee                    |
| Sandy Air                   | Clarks de Milwaukee    | AD       | Roland « Roly » Duranceau   | Blades de Louisville                   |